# Deas
DEAS er en ejendomsforvalter i Danmark med aktiviteter over hele landet. Virksomhedens hovedkontor ligger i Flintholm Company House i Frederiksberg Kommune, mens regionskontorer findes i Aalborg og Aarhus.[kilde mangler]
Virksomheden beskæftiger cirka 900 administrative medarbejdere og viceværter/ejendomsfunktionærer og har derudover arbejdsgiveransvar for cirka 300 øvrige viceværter/ejendomsfunktionærer.[kilde mangler] I 2019 udgjorde DEAS' omsætning knap 660 mio. kr. på baggrund af ejendomsadministration m.m. af ca. 2.300 ejendomme med ca. 77.000 bolig- og erhvervslejere.
DEAS opstod under navnet Dan-Ejendomme A/S i 1989, da pensionskassen PKA A/S købte H.P. Løvengreens Garveri’s Finansieringsselskab og outsourcede PKA-pensionskassernes ejendomsadministration til selskabet.[kilde mangler]

## Forretningsområder
DEAS beskæftiger sig med ejendomsadministration og forvaltning af bolig- og erhvervsejendomme, almene ejendomme, ejer- og andelsboligforeninger og butikscentre. Tillige tilbyder DEAS supplerende serviceydelser til administration, der alle knytter sig til at varetage en ejendom på vegne af ejeren, hvad enten der er tale om en ejendomsinvestor, pensionskasse, privat foreningsejendom, offentlig instans, dansk eller udenlandsk investeringsfond og lign.:
- ejendomsservice/facility service
- drift og vedligehold
- asset management
- development
- offentlig-privat partnerskab (OPP)
- bygherrerådgivning
- byggeteknisk rådgivning
- energi- og klimarådgivning
- bæredygtighed
- erhvervsudlejning og boligudlejning
- ventelisteadministration
- drift og udvikling af butikscentre.[kilde mangler]

DEAS er medlem af brancheforeningen Ejendomsforeningen Danmark, DI - Dansk Industri, Servicebranchens Arbejdsgiverforening, Green Building Council Denmark.

## Historie
- 1989 Dan-Ejendomme etableres
- 1993 fusioneres Dan-Ejendomme A/S med Herringløse Ejendomsadministration A/S og Donitek ApS.
- 1995 foreningsadministrationsaktiviteterne i det tidligere Ejendomsselskabet Norden A/S opkøbes.
- 1999 fusioneres Dan-Ejendomme A/S med Administrations & Service Centre A/S (ASC).
- 2008 overtager Dan-Ejendomme A/S erhvervsmægleraktiviteterne i erhvervsmægleren JKE Estate Agents A/S.
- 2010 opkøbes Kuben Ejendomsadministration A/S, herunder også Andelsboligmæglerne.
- 2012 ændres navnet til DEAS og i samme forbindelse ændrer JKE Estate Agents og Andelsboligmæglerne navn til henholdsvis DEAS Erhverv og DEAS Bolig.
- 2015 opkøbes DEAS af Montagu Private Equity[1].
- 2016 certificeres DEAS efter ISO 9001:2015-standarden.
- 2018 opkøber DEAS det tidligere Nordea Ejendomme[2].[kilde mangler]

### Administrerende direktører
- 1989-2007 Margit Birk Andersen
- 2007-2021 Henrik Dahl Jeppesen
- 2021-          Rikke Lykke